# Pleure pas my love
Pleure pas my love (dt.: „Weine nicht, mein Liebling“) ist ein französisches Filmdrama von Tony Gatlif mit Fanny Ardant aus dem Jahr 1989. 

## Handlung
Der 20-jährige Fred ist der Sohn der Schauspielerin Simone Lary. Diese begeht Selbstmord, als ihre Karriere vor dem Aus steht. Ihr letzter großer Film wurde von Regisseur Baronski inszeniert. Um so viel wie möglich über die letzten Tage seiner Mutter zu erfahren und damit die Beweggründe für ihren Freitod zu verstehen, stattet Fred dem Regisseur einen Besuch ab. 
Baronski ist mit der Schauspielerin Roxane verheiratet, die bisher nur wenig Erfolg beim Film hatte. Fred ist sofort von ihr begeistert und verliebt sich in sie. Als sich zwischen Fred und Roxane eine Romanze entwickelt, verlieren beide zunehmend den Bezug zur Realität. Sie leben wie im Film.
Wie sich herausstellt, ist Fred Baronskis Sohn, was das Leben des Regisseurs durcheinanderbringt, diesen aber dennoch glücklich macht. 

## Hintergrund
Der Film wurde vom griechisch-französischen Filmemacher Costa-Gavras produziert, mit dem Hauptdarstellerin Fanny Ardant bereits 1986 für die Gaunerkomödie Ehrbare Ganoven zusammengearbeitet hatte.
Pleure pas my love wurde am 18. Januar 1989 in Frankreich uraufgeführt. In Deutschland wurde der Film nicht veröffentlicht.